# Giải Oscar cho phim hoạt hình ngắn xuất sắc nhất
Giải Oscar cho phim hoạt hình ngắn là một giải do Viện Hàn lâm Khoa học và Nghệ thuật Điện ảnh trao hàng năm như một phần của giải Oscar, kể từ lần trao giải Oscar thứ 5, từ năm 1931-1932 tới nay.
Từ năm 1932 tới năm 1970, thể loại này được gọi là "Short Subjects, Cartoons" (Các phim hoạt họa, Các chủ đề ngắn) và từ năm 1971 tới năm 1973 gọi là "Short Subjects, Animated Films" (Các phim hoạt hình, Các chủ đề ngắn). Tên hiện nay bắt đầu từ giải năm 1974.
Trong danh sách dưới đây, tên in chữ đậm là tên đoạt giải, theo sau là các tên in chữ thường gồm các tên phim được đề cử cho năm đó. Đáng chú ý là thể loại này đã trao cho hãng Walt Disney 12 giải trong số 22 giải Oscar mà hãng này đoạt được, kể cả 1 giải truy tặng năm 1968, và cũng là 10 trong số 12 giải đầu tiên thuộc thể loại này. Cho tới năm 1952, chỉ các phim Mỹ mới được đề cử cho giải này, và chỉ năm 1960 mới có 1 phim không làm tại Bắc Mỹ được đề cử, Susie The Little Blue Coupe The Little House Ben And Me
Trong 5 thập niên đầu tiên, giải được trao tặng cho các nhà sản xuất phim hoạt hình ngắn. Theo điều lệ hiện nay, giải được trao tặng cho "cá nhân có trách nhiệm trực tiếp nhất về ý niệm và việc thực hiện sáng tạo phim. Trong trường hợp có hơn một cá nhân cùng tham gia trực tiếp vào các quyết định sáng tạo quan trọng, thì một tượng (giải thưởng) thứ nhì sẽ được trao (cho người thứ hai)".
Bản mẫu:TOCDecades30

## Thập niên 1930
Dưới danh hiệu Short Subjects (Cartoons)
- 1931-1932 (5th) Flowers and Trees - Walt Disney Productions, United Artists - Walt Disney
  - Mickey's Orphans - Walt Disney Productions, United Artists - Walt Disney
  - It's Got Me Again! - Leon Schlesinger Productions, Warner Bros. - Leon Schlesinger
- 1932-1933 (6th) Three Little Pigs - Walt Disney Productions, United Artists - Walt Disney
  - Building a Building - Walt Disney Productions, United Artists - Walt Disney
  - The Merry Old Soul - Universal - Walter Lantz
- 1934 (7th) - The Tortoise and the Hare - Walt Disney Productions, United Artists - Walt Disney
  - Holiday Land - Screen Gems, Columbia - Charles Mintz
  - Jolly Little Elves - Universal - Walter Lantz
- 1935 (8th) Three Orphan Kittens - Walt Disney Productions, United Artists - Walt Disney
  - The Calico Dragon - Harman-Ising, Metro-Goldwyn-Mayer - Hugh Harman & Rudolf Ising
  - Who Killed Cock Robin? - Walt Disney Productions, United Artists - Walt Disney
- 1936 (9th) The Country Cousin - Walt Disney Productions, United Artists - Walt Disney
  - Old Mill Pond - Harman-Ising, Metro-Goldwyn-Mayer - Hugh Harman & Rudolf Ising
  - Popeye the Sailor Meets Sindbad the Sailor - Fleischer Studios, Paramount - Max Fleischer
- 1937 (10th) The Old Mill - Walt Disney Productions, RKO Radio - Walt Disney
  - Educated Fish - Fleischer Studios, Paramount - Max Fleischer
  - The Little Match Girl - Screen Gems, Columbia - Charles Mintz
- 1938 (11th) Ferdinand the Bull - Walt Disney Productions, RKO Radio - Walt Disney
  - Brave Little Tailor - Walt Disney Productions, RKO Radio - Walt Disney
  - Mother Goose Goes Hollywood - Walt Disney Productions, RKO Radio - Walt Disney
  - Good Scouts - Walt Disney Productions, RKO Radio - Walt Disney
  - Hunky and Spunky - Fleischer Studios, Paramount - Max Fleischer
- 1939 (12th) The Ugly Duckling - Walt Disney Productions, RKO Radio - Walt Disney
  - Detouring America - Leon Schlesinger Productions, Warner Bros. - Leon Schlesinger
  - Peace on Earth - Metro-Goldwyn-Mayer - Fred Quimby & Hugh Harman
  - The Pointer - Walt Disney Productions, RKO Radio - Walt Disney

## Thập niên 1940
- 1940 (13th) The Milky Way - Metro-Goldwyn-Mayer - Fred Quimby & Rudolph Ising
  - Puss Gets the Boot - Metro-Goldwyn-Mayer - Rudolph Ising
  - A Wild Hare - Leon Schlesinger Productions, Warner Bros. - Leon Schlesinger
- 1941 (14th) Lend a Paw - Walt Disney Productions, RKO Radio - Walt Disney
  - Boogie Woogie Bugle Boy of Company B - Walter Lantz Productions, Universal - Walter Lantz
  - Hiawatha's Rabbit Hunt - Leon Schlesinger Productions, Warner Bros. - Leon Schlesinger
  - How War Came - Screen Gems, Columbia - George Winkler
  - The Night Before Christmas - Metro-Goldwyn-Mayer - Fred Quimby
  - Rhapsody in Rivets - Leon Schlesinger Productions, Warner Bros. - Leon Schlesinger
  - The Rookie Bear - Metro-Goldwyn-Mayer - Fred Quimby & Rudolph Ising
  - Rhythm in the Ranks - Paramount - George Pal
  - Superman - Fleischer Studios, Paramount - Max Fleischer
  - Truant Officer Donald - Walt Disney Productions, RKO Radio - Walt Disney
- 1942 (15th) Der Fuehrer's Face - Walt Disney Productions, RKO Radio - Walt Disney
  - All Out for 'V' - Terrytoons, 20th Century Fox - Paul Terry
  - Blitz Wolf - Metro-Goldwyn-Mayer - Fred Quimby
  - Juke Box Jamboree - Walter Lantz Productions, Universal - Walter Lantz
  - Pigs in a Polka - Leon Schlesinger Productions, Warner Bros. - Leon Schlesinger
  - Tulips Shall Grow - Paramount - George Pál
- 1943 (16th) The Yankee Doodle Mouse - Metro-Goldwyn-Mayer - Fred Quimby
  - The Dizzy Acrobat - Walter Lantz Productions, Universal - Walter Lantz
  - Five Hundred Hats of Bartholomew Cubbins - Paramount - George Pál
  - Greetings, Bait - Leon Schlesinger Productions, Warner Bros. - Leon Schlesinger
  - Imagination - Screen Gems, Columbia - Dave Fleischer
  - Reason and Emotion - Walt Disney Productions, RKO Radio - Walt Disney
- 1944 (17th) Mouse Trouble  - Metro-Goldwyn-Mayer - Fred Quimby
  - And to Think I Saw It on Mulberry Street - Paramount - George Pál
  - Dog, Cat and Canary - Screen Gems, Columbia - Raymond Katz
  - Fish Fry - Walter Lantz Productions, Universal - Walter Lantz
  - How to Play Football - Walt Disney Productions, RKO Radio - Walt Disney
  - My Boy, Johnny - Terrytoons, 20th Century Fox - Paul Terry
  - Swooner Crooner - Warner Bros. - Edward Selzer
- 1945 (18th) Quiet Please! - Metro-Goldwyn-Mayer Fred Quimby
  - Donald's Crime - Walt Disney Productions, RKO Radio - Walt Disney
  - Jasper and the Beanstalk - Paramount - George Pál
  - Life with Feathers - Warner Bros. - Edward Selzer
  - Mighty Mouse in Gypsy Life - Terrytoons, 20th Century Fox - Paul Terry
  - The Poet and Peasant - Walter Lantz Productions, Universal - Walter Lantz
  - Rippling Romance  - Screen Gems, Columbia - Raymond Katz
- 1946 (19th) The Cat Concerto - Metro-Goldwyn-Mayer - Fred Quimby
  - Musical Moments from Chopin - Walter Lantz Productions, Universal - Walter Lantz
  - John Henry and the Inky-Poo - Paramount - George Pál
  - Squatter's Rights - Walt Disney Productions, RKO Radio - Walt Disney
  - Walky Talky Hawky - Warner Bros. - Edward Selzer
- 1947 (20th) Tweetie Pie - Warner Bros. - Edward Selzer
  - Chip an' Dale - Walt Disney Productions, RKO Radio - Walt Disney
  - Dr. Jekyll and Mr. Mouse - Metro-Goldwyn-Mayer Fred Quimby
  - Pluto's Blue Note - Walt Disney Productions, RKO Radio - Walt Disney
  - Tubby the Tuba - Paramount - George Pál
- 1948 (21st) The Little Orphan  - Metro-Goldwyn-Mayer - Fred Quimby
  - Mickey and the Seal - Walt Disney Productions, RKO Radio - Walt Disney
  - Mouse Wreckers  - Warner Bros. - Edward Selzer
  - Robin Hoodlum - UPA, Columbia - John Hubley & Raymond Katz
  - Tea for Two Hundred- Walt Disney Productions, RKO Radio - Walt Disney
- 1949 (22nd) For Scent-imental Reasons  - Warner Bros. - Edward Selzer
  - Hatch Up Your Troubles - Metro-Goldwyn-Mayer - Fred Quimby
  - Magic Fluke - UPA, Columbia - Stephen Bosustow
  - Toy Tinkers - Walt Disney Productions, RKO Radio - Walt Disney

## Thập niên 1950
- 1950 (23rd) Gerald McBoing-Boing - United Productions of America, Columbia - Stephen Bosustow
  - Jerry's Cousin - Metro-Goldwyn-Mayer - Fred Quimby
  - Trouble Indemnity - United Productions of America, Columbia - Stephen Bosustow
- 1951 (24th) The Two Mouseketeers - Metro-Goldwyn-Mayer - Fred Quimby
  - Lambert the Sheepish Lion - Walt Disney, RKO Radio - Walt Disney
  - Rooty Toot Toot - United Productions of America, Columbia - Stephen Bosustow
- 1952 (25th) Johann Mouse - Metro-Goldwyn-Mayer - Fred Quimby
  - Little Johnny Jet - Metro-Goldwyn-Mayer - Fred Quimby
  - Madeline - United Productions of America, Columbia - Stephen Bosustow
  - Pink and Blue Blues - United Productions of America, Columbia - Stephen Bosustow
  - The Romance of Transportation in Canada - National Film Board of Canada - Colin Low
- 1953 (26th) Toot, Whistle, Plunk and Boom - Walt Disney Productions, Buena Vista - Walt Disney
  - Christopher Crumpet - United Productions of America, Columbia- Stephen Bosustow
  - From A to Z-z-z-z - Warner Bros. - Edward Selzer
  - Rugged Bear - Walt Disney Productions, RKO Radio - Walt Disney
  - The Tell-Tale Heart - United Productions of America, Columbia- Stephen Bosustow
- 1954 (27th) When Magoo Flew - United Productions of America, Columbia - Stephen Bosustow
  - Crazy Mixed Up Pup - Walter Lantz Productions, Universal-International - Walter Lantz
  - Pigs Is Pigs - Walt Disney Productions, RKO Radio - Walt Disney
  - Sandy Claws - Warner Bros. - Edward Selzer
  - Touché, Pussy Cat! - Metro-Goldwyn-Mayer  - Fred Quimby
- 1955 (28th) Speedy Gonzales - Warner Bros. - Edward Selzer
  - Good Will to Men - Metro-Goldwyn-Mayer - Fred Quimby, William Hanna và Joseph Barbera
  - The Legend of Rockabye Point - Walter Lantz Productions, Universal-International - Walter Lantz
  - No Hunting - Walt Disney Productions, RKO Radio - Walt Disney
- 1956 (29th) Mister Magoo's Puddle Jumper - United Productions of America, Columbia - Stephen Bosustow
  - Gerald McBoing-Boing on Planet Moo - United Productions of America, Columbia - Stephen Bosustow
  - The Jaywalker - United Productions of America, Columbia - Stephen Bosustow
- 1957 (30th) Birds Anonymous - Warner Bros. - Edward Selzer
  - One Droopy Knight - Metro-Goldwyn-Mayer - William Hanna và Joseph Barbera
  - Tabasco Road - Warner Bros. - Edward Selzer
  - Trees and Jamaica Daddy - United Productions of America, Columbia - Stephen Bosustow
  - The Truth About Mother Goose - Walt Disney Productions,, Buena Vista - Walt Disney
  - A Chairy Tale - National Film Board of Canada, - Claude Jutra và Norman McLaren
- 1958 (31st) Knighty Knight Bugs - Warner Bros. - Friz Freleng
  - Paul Bunyan - Walt Disney Productions,., Buena Vista - Walt Disney
  - Sidney's Family Tree - Terrytoons, 20th Century Fox - William M. Weiss
- 1959 (32nd) Moonbird - Storyboard-Harrison - John Hubley và Faith Elliott Hubley
  - Mexicali Shmoes - Warner Bros. - John W. Burton
  - Noah's Ark - Walt Disney Productions, Buena Vista - Walt Disney
  - The Violinist - Pintoff Prods., Kingsley International - Ernest Pintoff

## Thập niên 1960
- 1960 (33rd) Munro - Rembrandt Films, Film Representations - William L. Snyder
  - Goliath II - Walt Disney Productions, Buena Vista - Walt Disney
  - High Note - Warner Bros. - Chuck Jones
  - Mouse and Garden - Warner Bros. - Friz Freleng
  - A Place in the Sun (short) - George K. Arthur-Go Pictures (Czechoslovakian) - Frantisek Vystrecil
- 1961 (34th) Ersatz (The Substitute) - Zagreb Film, Herts-Lion International Corp.
  - Aquamania - Walt Disney Productions, Buena Vista - Walt Disney
  - Beep Prepared - Warner Bros. - Chuck Jones
  - Nelly's Folly - Warner Bros. - Chuck Jones
  - The Pied Piper of Guadalupe - Warner Bros. - Friz Freleng
- 1962 (35th) The Hole - Storyboard Inc., Brandon Films - John Hubley và Faith Hubley
  - Icarus Montgolfier Wright - Format Films, United Artists - Jules Engel
  - Now Hear This - Warner Bros.
  - Self Defense... for Cowards - Rembrandt Films, Film Representations - William L. Snyder
  - Symposium on Popular Songs - Walt Disney Productions, Buena Vista - Walt Disney
- 1963 (36th) The Critic - Pintoff-Crossbow Prods., Columbia - Ernest Pintoff
  - Automania 2000 - Pathé Contemporary Films - John Halas
  - The Game (Igra) - Rembrandt Films, Film Representations - Dušan Vukotic
  - My Financial Career - National Film Board of Canada, Walter Reade-Sterling-Continental Distributing - Gerald Potterton
  - Pianissimo - Cinema 16 - Carmen D'Avino
- 1964 (37th) The Pink Phink - Mirisch-Geoffrey, United Artists - David H. DePatie và Friz Freleng
  - Christmas Cracker - National Film Board of Canada, Favorite Films of California - Norman McLaren, Jeff Hale, Gerald Potterton và Grant Munro
  - How to Avoid Friendship - Rembrandt Films, Film Representations - William L. Snyder
  - Nudnik No. 2 - Rembrandt Films, Film Representations - William L. Snyder
- 1965 (38th) The Dot and the Line - Metro-Goldwyn-Mayer - Chuck Jones and Les Goldman
  - Clay or the Origin of Species - Harvard University, Pathé Contemporary Films - Eliot Noyes, Jr.
  - The Thieving Magpie (La Gazza Ladra) - Allied Artists - Emanuele Luzzati
- 1966 (39th) Herb Alpert and the Tijuana Brass Double Feature - Paramount - John Hubley và Faith Hubley
  - The Drag - National Film Board of Canada, Favorite Films - Carlos Marchiori
  - The Pink Blueprint - Mirisch-Geoffrey-DePatie-Freleng, United Artists - David H. DePatie và Friz Freleng
- 1967 (40th) The Box (short) - Brandon Films - Fred Wolf
  - Hypothese Beta - Films Orzeaux, Pathé Contemporary Films - Jean-Charles Meunier
  - What on Earth! - National Film Board of Canada, Columbia - Les Drew và Kaj Pindal
- 1968 (41st) Winnie the Pooh and the Blustery Day - Walt Disney Productions, Buena Vista - Walt Disney (posthumous win)
  - The House That Jack Built - National Film Board of Canada, Columbia - Ron Tunis
  - The Magic Pear Tree - Bing Crosby Prods. - Jimmy Murakami
  - Windy Day - Hubley Studios, Paramount - John Hubley và Faith Hubley
- 1969 (42nd) It's Tough to Be a Bird - Walt Disney Productions, Buena Vista - Ward Kimball
  - Of Men and Demons - Hubley Studios, Paramount - John Hubley và Faith Hubley
  - Walking - National Film Board of Canada, Columbia - Ryan Larkin

## Thập niên 1970
- 1970 (43rd) Is It Always Right to Be Right? - Stephen Bosustow Prods., Schoenfeld Films - Nick Bosustow
  - The Further Adventures of Uncle Sam: Part Two - Haboush Company, Goldstone Films - Robert Mitchell và Dale Case
  - The Shepherd - Cameron Guess and Associates, Brandon Films - Cameron Guess

Tên giải đổi thành Short Subjects (Animated Films)
- 1971 (44th) The Crunch Bird - Maxwell-Petok-Petrovich Prods., Regency Films - Ted Petok
  - Evolution - National Film Board of Canada, Columbia - Michael Mills
  - The Selfish Giant - Potterton Prods., Pyramid Films - Peter Sander và Murray Shostak
- 1972 (45th) A Christmas Carol American Broadcasting Company Film Services - Richard Williams
  - Kama Sutra Rides Again - Lion International Films - Bob Godfrey
  - Tup Tup - Zagreb Film-Corona Cinematografica, Manson Distributing - Nedeljko Dragic
- 1973 (46th) Frank Film - Frank Mouris Prod. - Frank Mouris
  - The Legend of John Henry - Bosustow-Pyramid Films - Nick Bosustow và David Adams
  - Pulcinella - Luzzati-Gianini Prod. - Emanuele Luzzati và Guilo Gianini

Tên giải đổi thành Short Films (Animated Films)
- 1974 (47th) Closed Mondays - Lighthouse Productions - Will Vinton và Bob Gardiner
  - The Family That Dwelt Apart - National Film Board of Canada - Yvon Mallette và Robert Verrall
  - Hunger - National Film Board of Canada - Peter Foldes và René Jodoin
  - Voyage to Next - Hubley Studio - John Hubley và Faith Hubley
  - Winnie the Pooh and Tigger Too! - Walt Disney Productions, Buena Vista - Wolfgang Reitherman
- 1975 (48th) Great - Grantstern, British Lion Films Ltd. - Bob Godfrey
  - Kick Me - Swarthe Productions - Robert Swarthe
  - Monsieur Pointu - National Film Board of Canada - René Jodoin, Bernard Longpré và André Leduc
  - Sisyphus - Hungarofilms - Marcell Jankovics
- 1976 (49th) Leisure - Film Australia - Suzanne Baker
  - Dedalo - Cineteam Realizzazioni - Manfredo Manfredi
  - The Street - National Film Board of Canada - Caroline Leaf và Guy Glover
- 1977 (50th) Sand Castle - National Film Board of Canada - Co Hoedeman
  - The Bead Game - National Film Board of Canada - Ishu Patel
  - The Doonesbury Special - Hubley Studio - John Hubley (posthumous nomination), Faith Hubley và Garry Trudeau
  - Jimmy the C - Motionpicker Production - James Picker, Robert Grossman và Craig Whitaker
- 1978 (51st) Special Delivery - National Film Board of Canada - Eunice Macauley và John Weldon
  - Oh My Darling - Nico Crama Productions - Nico Crama
  - Rip Van Winkle - Will Vinton/Billy Budd - Will Vinton
- 1979 (52nd) Every Child - National Film Board of Canada - Derek Lamb
  - Dream Doll - Godfrey Films/Zagreb Films/Halas and Batchelor, Film Wright - Bob Godfrey và Zlatko Grgic
  - It's so Nice to Have a Wolf Around the House - AR&T Productions for Learning Corporation of America - Paul Fierlinger

## Thập niên 1980
- 1980 (53rd) The Fly - PannóniaFilm, Budapest - Ferenc Rófusz
  - All Nothing - Radio Canada - Frédéric Back
  - History of the World in Three Minutes Flat - Michael Mills Productions Ltd. - Michael Mills
- 1981 (54th) Crac - Société Radio Canada - Frédéric Back
  - The Creation - Will Vinton Productions - Will Vinton
  - The Tender Tale of Cinderella Penguin - National Film Board of Canada - Janet Perlman
- 1982 (55th) Tango - Film Polski - Zbigniew Rybczynski
  - The Great Cognito - Will Vinton Productions - Will Vinton
  - The Snowman - Snowman Enterprises Ltd. - Dianne Jackson
- 1983 (56th) Sundae in New York - Motionpicker Production - Jimmy Picker
  - Mickey's Christmas Carol - Walt Disney Productions - Burny Mattinson
  - Sound of Sunshine - Sound of Rain - Hallinan Plus - Eda Hallinan
- 1984 (57th) Charade - Sheridan College - Jon Minnis
  - Doctor Desoto - Sporn Animation - Morton Schindel và Michael Sporn
  - Paradise - National Film Board of Canada - Ishu Patel
- 1985 (58th) Anna & Bella - The Netherlands - Børge Ring
  - The Big Snit - National Film Board of Canada - Richard Condie và Michael Scott
  - Second Class Mail - National Film & Television School - Alison Snowden
- 1986 (59th) A Greek Tragedy - CineTe pvba - Linda Van Tulden và Willem Thijsen
  - The Frog, The Dog and The Devil - New Zealand National Film Unit - Hugh MacDonald và Martin Townsend
  - Luxo Jr. - Pixar Productions - John Lasseter và William Reeves
- 1987 (60th) The Man Who Planted Trees - Canadian Broadcasting Corporation - Frédéric Back
  - George and Rosemary - National Film Board of Canada - Eunice Macauley
  - Your Face (phim) - Bill Plympton
- 1988 (61st) Tin Toy - Pixar Productions - John Lasseter và William Reeves
  - The Cat Came Back - National Film Board of Canada - Cordell Barker
  - Technological Threat - Bill Kroyer
  - gumbastic - Premavision
- 1989 (62nd) Balance - producers: Wolfgang và Christoph Lauenstein
  - The Hill Farm - Mark Baker
  - The Cow - Aleksandr Petrov

## Thập niên 1990
- 1990 (63rd) Creature Comforts - Nick Park
  - A Grand Day Out - Nick Park
  - Grasshoppers - Bruno Bozzetto
- 1991 (64th) Manipulation - Daniel Greaves
  - Blackfly - National Film Board of Canada - Christopher Hinton
  - Strings - National Film Board of Canada - Wendy Tilby
- 1992 (65th) Mona Lisa Descending a Staircase - Joan C. Gratz
  - Adam - Peter Lord
  - Reci, Reci, Reci... - Michaela Pavlátová
  - The Sandman - Paul Berry
  - Screen Play - Barry Purves
- 1993 (66th) The Wrong Trousers - Nick Park
  - Blindscape - Stephen Palmer
  - The Mighty River - Frédéric Back và Hubert Tison
  - Small Talk - Bob Godfrey và Kevin Baldwin
  - The Village - Mark Baker
- 1994 (67th) Bob's Birthday - National Film Board of Canada co-production - Alison Snowden và David Fine
  - The Big Story - Tim Watts và David Stoten
  - The Janitor - Vanessa Schwartz
  - The Monk and the Fish - Michael Dudok de Wit
  - Triangle - Erica Russell
- 1995 (68th) A Close Shave - Nick Park
  - The Chicken From Outer Space - John Dilworth
  - The End - Chris Landreth và Robin Barger
  - Gagarin - Alexiy Kharitidi
  - Runaway Brain - Chris Bailey
- 1996 (69th) Quest - Tyron Montgomery và Thomas Stellmach
  - Canhead - Timothy Hittle
  - La Salla - National Film Board of Canada - Richard Condie
  - Wat's Pig - Peter Lord
- 1997 (70th) Geri's Game - Pixar Animation Studios - Jan Pinkava
  - Famous Fred - Joanna Quinn
  - Mermaid - Aleksandr Petrov
  - Redux Riding Hood - Walt Disney Pictures - Steve Moore
  - La Vieille dame et les pigeons - Sylvain Chomet
- 1998 (71st) Bunny - Blue Sky Studios - Chris Wedge
  - The Canterbury Tales - Christopher Grace và Jonathan Myerson
  - Jolly Roger - Mark Baker
  - More - Mark Osborne và Steven B. Kalafer
  - When Life Departs - Karsten Kiilerich và Stefan Fjeldmark
- 1999 (72nd) The Old Man and the Sea - Aleksandr Petrov
  - 3 Misses - Paul Driessen
  - Humdrum - Peter Peake
  - My Grandmother Ironed the King's Shirts - National Film Board of Canada co-production - Torill Kove
  - When the Day Breaks - National Film Board of Canada - Wendy Tilby và Amanda Forbis

## Thập niên 2000
- 2000 Father and Daughter - Michaël Dudok De Wit
  - The Periwig-Maker - Steffen Schäffler và Annette Schäffler
  - Rejected - Don Hertzfeldt
- 2001 For the Birds - Pixar Animation Studios - Ralph Eggleston
  - Fifty Percent Grey - Ruairi Robinson và Seamus Byrne
  - Give Up Yer Aul Sins - Cathal Gaffney và Darragh O'Connell
  - Strange Invaders - Cordell Barker - National Film Board of Canada
  - Stubble Trouble - Joseph E. Merideth
- 2002 The ChubbChubbs! - Sony Pictures Animation - Jacquie Barnbrook, Eric Armstrong and Jeff Wolverton
  - Katedra - Tomek Baginski
  - Mike's New Car - Pixar Animation Studios - Gale Gortney
  - Mt. Head - Koji Yamamura
  - Das Rad - Georg Gruber
- 2003 Harvie Krumpet - Adam Elliot
  - Boundin' - Pixar Animation Studios - Bud Luckey
  - Gone Nutty - Blue Sky Studios - Carlos Saldanha và John C. Donkin
  - Nibbles - Chris Hinton
  - Destino - Walt Disney Pictures - Dominique Monfery và Roy Edward Disney
- 2004 Ryan - Chris Landreth - National Film Board of Canada co-production
  - Birthday Boy - Sejong Park và Andrew Gregory
  - Gopher Broke - Jeff Fowler và Tim Miller
  - Guard Dog - Bill Plympton
  - Lorenzo - Walt Disney Pictures - Mike Gabriel và Baker Bloodworth
- 2005 The Moon and the Son: An Imagined Conversation - John Canemaker
  - Badgered - Sharon Colman
  - The Mysterious Geographic Explorations of Jasper Morello - Anthony Lucas
  - 9 - Shane Acker
  - One Man Band - Pixar Animation Studios - Andrew Jimenez và Mark Andrews
- 2006 The Danish Poet - Torill Kove
  - Lifted - Pixar Animation Studios - Gary Rydstrom
  - The Little Matchgirl - Walt Disney Pictures  - Roger Allers và Don Hahn
  - Maestro - Géza M. Tóth
  - No Time for Nuts - Blue Sky Studios - Chris Renaud và Michael Thurmeier
- 2007 Peter and the Wolf - Suzie Templeton và Hugh Welchman
  - Even Pigeons Go To Heaven - Samuel Tourneux và Simon Vanesse
  - I Met the Walrus - Josh Raskin
  - Madame Tutli-Putli - Chris Lavis và Maciek Szczerbowski
  - My Love - Aleksandr Petrov
- 2008 La Maison en Petits Cubes - Robot Communications - Kunio Katō
  - Lavatory - Lovestory - Konstantin Bronzit
  - Oktapodi - Emud Mokhberi và Thierry Marchand
  - Presto - Doug Sweetland
  - This Way Up - Alan Smith và Adam Foulkes
- 2009 Logorama - H5, Autour de Minuit Productions - Nicolas Schmerkin
  - Granny O'Grimm's Sleeping Beauty - Brown Bag Films - Nicky Phelan và Darragh O'Connell
  - French Roast - Fabrice Joubert
  - The Lady and the Reaper - Kandor Graphics - Javier Recio Gracia
  - A Matter of Loaf and Death - Aardman Animations - Nick Park

## Thập niên 2010
- 2010 (83rd) The Lost Thing – Passion Pictures Animation – Shaun Tan và Andrew Ruhemann
  - Day & Night – Pixar – Teddy Newton
  - The Gruffalo – Magic Light Pictures, Studio Soi – Jakob Schuh và Max Lang
  - Let's Pollute – Geefwee Boedoe
  - Madagascar, a Journey Diary – Bastien Dubois
- 2011 (84th) The Fantastic Flying Books of Mr. Morris Lessmore – Moonbot Studios – William Joyce và Brandon Oldenburg
  - Dimanche – National Film Board of Canada – Patrick Doyon
  - La Luna – Pixar – Enrico Casarosa
  - A Morning Stroll – Studio AKA – Grant Orchard và Sue Goffe
  - Wild Life – National Film Board of Canada – Wendy Tilby và Amanda Forbis
- 2012 (85th) Paperman – Walt Disney Animation Studios – John Kahrs
  - Adam and Dog – Minkyu Lee
  - Fresh Guacamole – PES
  - Head Over Heels – National Film và Television School – Timothy Reckart và Fodhla Cronin O'Reilly
  - The Longest Daycare – 20th Century Fox Animation, Gracie Films, Film Roman – David Silverman
- 2013 (86th) Mr Hublot – Laurent Witz và Alexandre Espigares
  - Feral – Daniel Sousa và Dan Golden
  - Get a Horse! – Walt Disney Animation Studios – Lauren MacMullan và Dorothy McKim
  - Possessions – Sunrise – Shuhei Morita
  - Room on the Broom – Magic Light Pictures – Max Lang và Jan Lachauer
- 2014 (87th) Feast – Walt Disney Animation Studios – Patrick Osborne và Kristina Reed
  - The Bigger Picture – National Film and Television School – Daisy Jacobs và Christopher Hees
  - The Dam Keeper – Robert Kondo và Dice Tsutsumi
  - Me and My Moulton – National Film Board of Canada – Torill Kove
  - A Single Life – Joris Oprins
- 2015 (88th) Bear Story – Punkrobot – Gabriel Osorio Vargas và Pato Escala Pierart
  - Prologue – Richard Williams và Imogen Sutton
  - Sanjay's Super Team – Pixar – Sanjay Patel và Nicole Paradis Grindle
  - We Can't Live Without Cosmos – Melnitsa Animation Studio – Konstantin Bronzit
  - World of Tomorrow – Don Hertzfeldt
- 2016 (89th) Piper – Pixar – Alan Barillaro và Marc Sondheimer
  - Blind Vaysha – National Film Board of Canada – Theodore Ushev
  - Borrowed Time – Quorum Films – Andrew Coats và Lou Hamou-Lhadj
  - Pear Cider and Cigarettes – Massive Swerve Studios/Passion Pictures Animation – Robert Valley và Cara Speller
  - Pearl – Evil Eye Pictures/Google Spotlight Stories/Passion Pictures – Patrick Osborne